# Coneto de Comonfort
Coneto de Comonfort é um município do estado de Durango, no México.